# De Blokker
Pour les articles homonymes, voir Blokker.
De Blokker est un moulin situé sur la commune néerlandaise d'Alblasserdam, dans la province de Hollande-Méridionale. Il est l'un des 19 moulins de Kinderdijk, site classé patrimoine mondial de l'humanité par l'UNESCO en 1997.

## Histoire
Il est construit à l'emplacement occupé par un précédent moulin, bâti au cours du Moyen Âge. Un document cartographique représentant l'Ablasserwaard et daté de 1542, indique, au sein du polder de Blokweer, l'existence de deux moulins : l'un situé en lieu et place du De Blokker et le second localisé à l'extrémité du Middelwetering. Ce premier moulin aurait été incendié par les soldats espagnols, lors de la guerre de Quatre-Vingts Ans, au XVIe – XVIIe siècle.
Bien que la date de construction du De Blokker ne soit pas précisément connue, il est possible de situer celle-ci dans la première moitié du XVIIe siècle — 1633 étant l'année de construction officiellement et actuellement reconnue —.

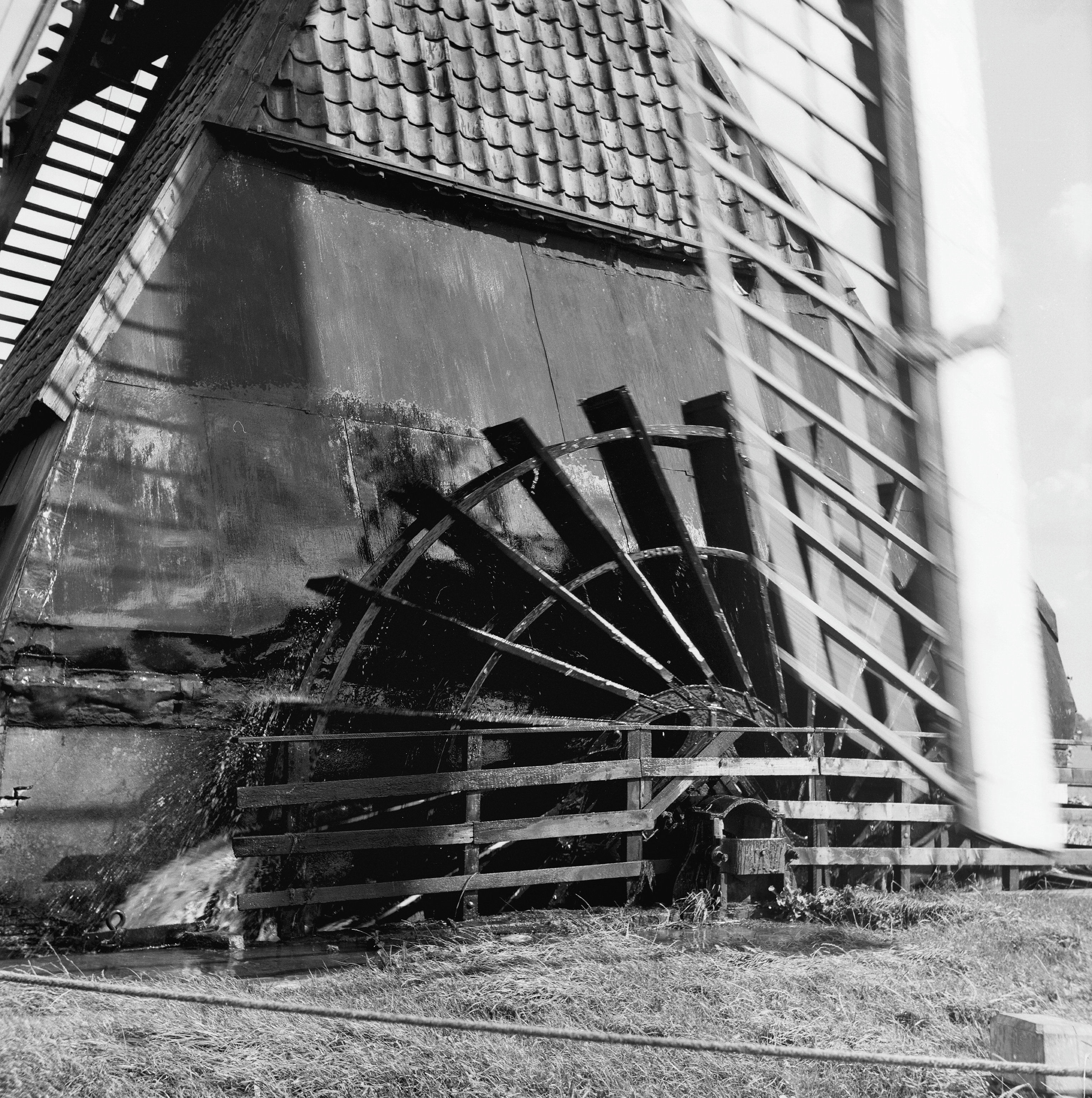
Aile et roue à aubes du De Blokker, en 1957.

Entre 1943 et 1968, le moulin a été doté d'un système de rotation dit de « Van Bussel (nl) ». Jusqu'en 1956, le De Blokker était la propriété d'un syndicat s'occupant de la gestion du polder Blokweer. Cette même année, le moulin fait l'objet d'une vente et c'est la municipalité d'Alblasserdam qui s'en porte acquéreur. Puis, à partir de 1985, c'est au tour de la société SIVAM d'en devenir le propriétaire.
Le De Blokker bénéficie d'une inscription au titre de monument national le 7 mai 1968. En 1975, le De Blokker a été fortement remanié. Le moulin à vent a fait l'objet d'un incendie partiel le 27 juillet 1997. La seconde restauration de l'édifice trouve son terme en 2001 dans un style architectural caractéristique des années 1950. Les anciens matériaux constituant le moulin sont exploités au maximum. Néanmoins, une partie des tuiles composant sa toiture son alors remplacées, sa sous-tour est remaniée et son rapport de transmission subit une importante modification. Actuellement, le De Blokker est destiné à drainer un polder de Kinderdijk.

## Caractéristiques

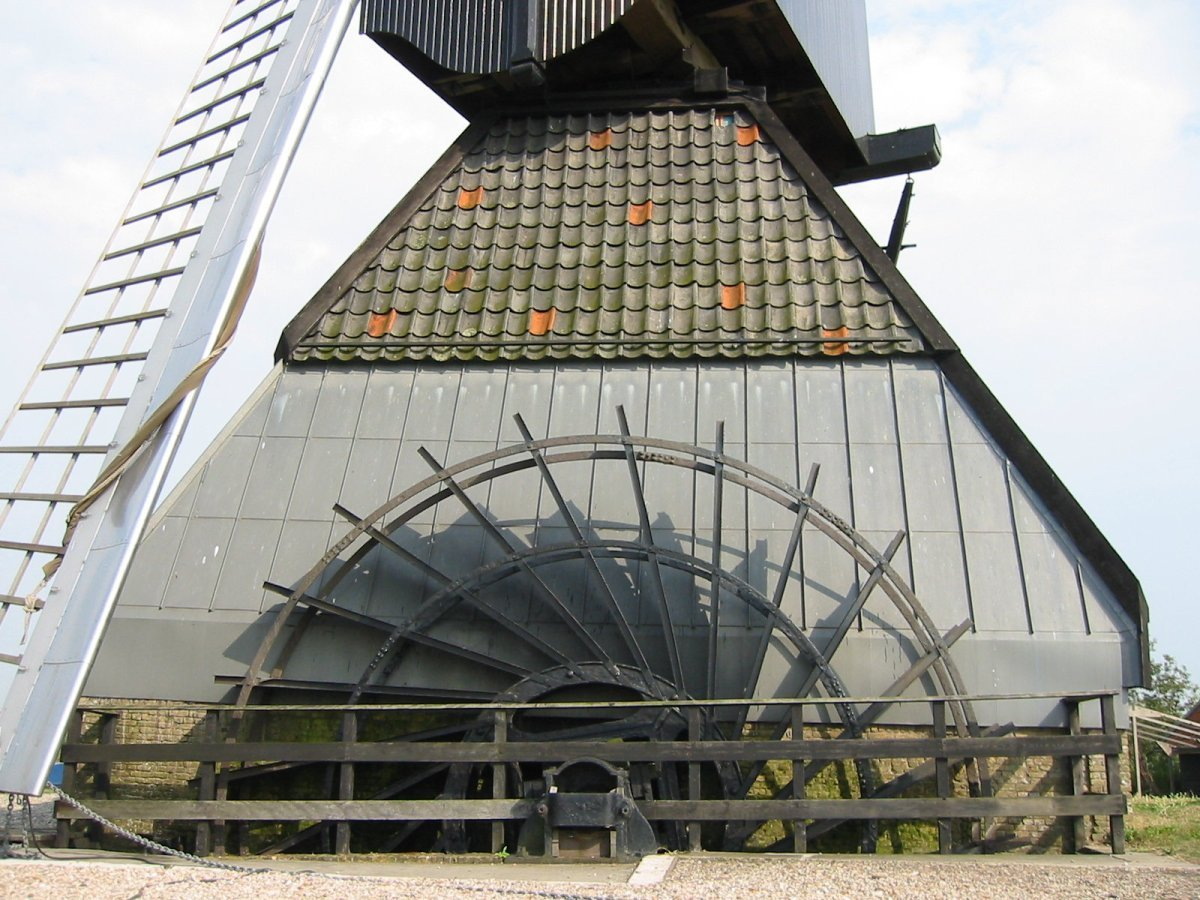
La jupe et la roue à aubes.

Il s'agit d'un moulin de drainage de type moulin cavier construit sur un dénivelé poldérisé. Le De Blokker se révèle être également l'un des derniers spécimens de type moulin cavier du nord-ouest de l'Ablasserwaard. Il est caractérisé par une sous-tour évasée disposant d'une imposante structure charpentée-.
Son envergure est de 27,2 m et possède une roue à aubes de 5,7 m de diamètre pour une épaisseur de 0,49 m.
Le De Blokker est également muni d'un loquet permettant d'enclencher un frein au niveau l'axe de rotation des ailes. Son rapport d'engrenage grande roue dentée/petite roue dentée est de 2.14

## Galerie

Aperçus du De Blokker
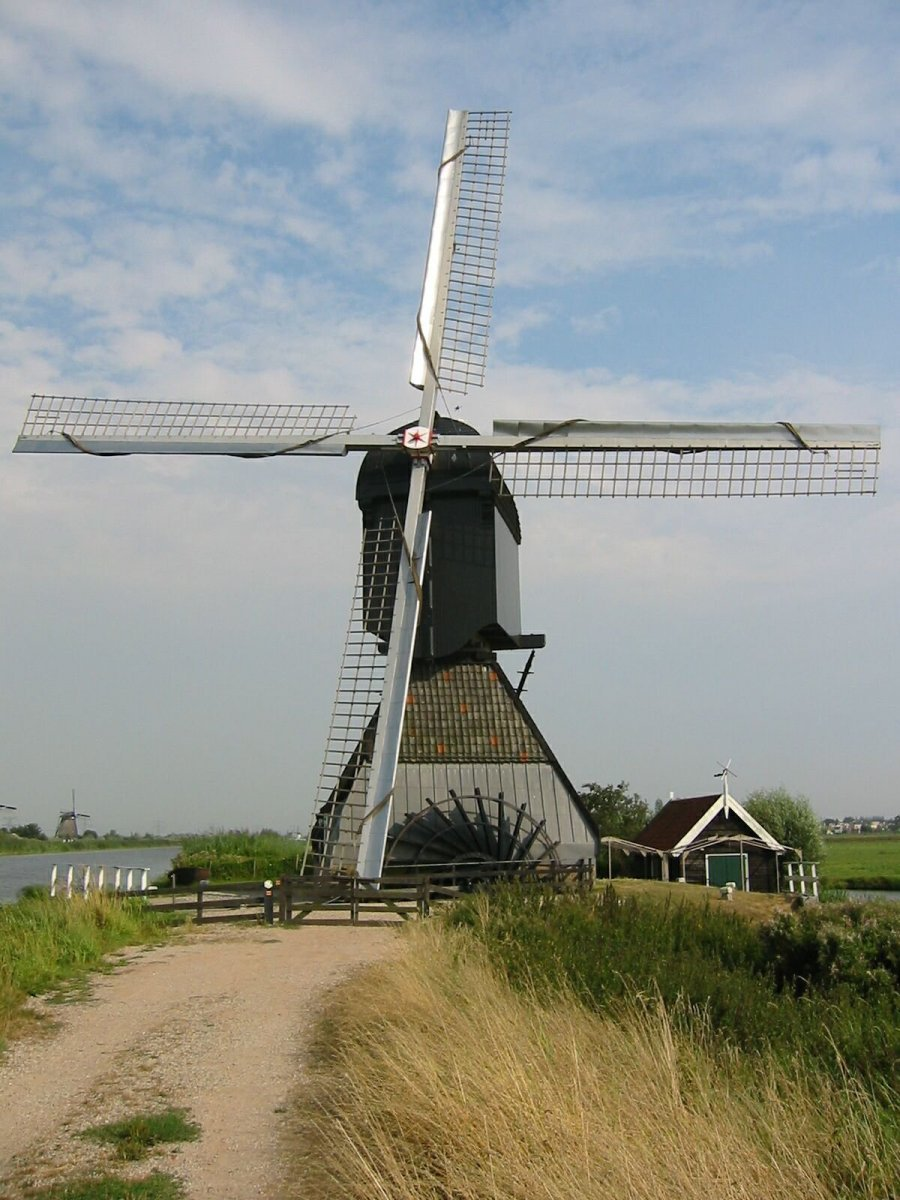
Vue panoramique du De Blokker.
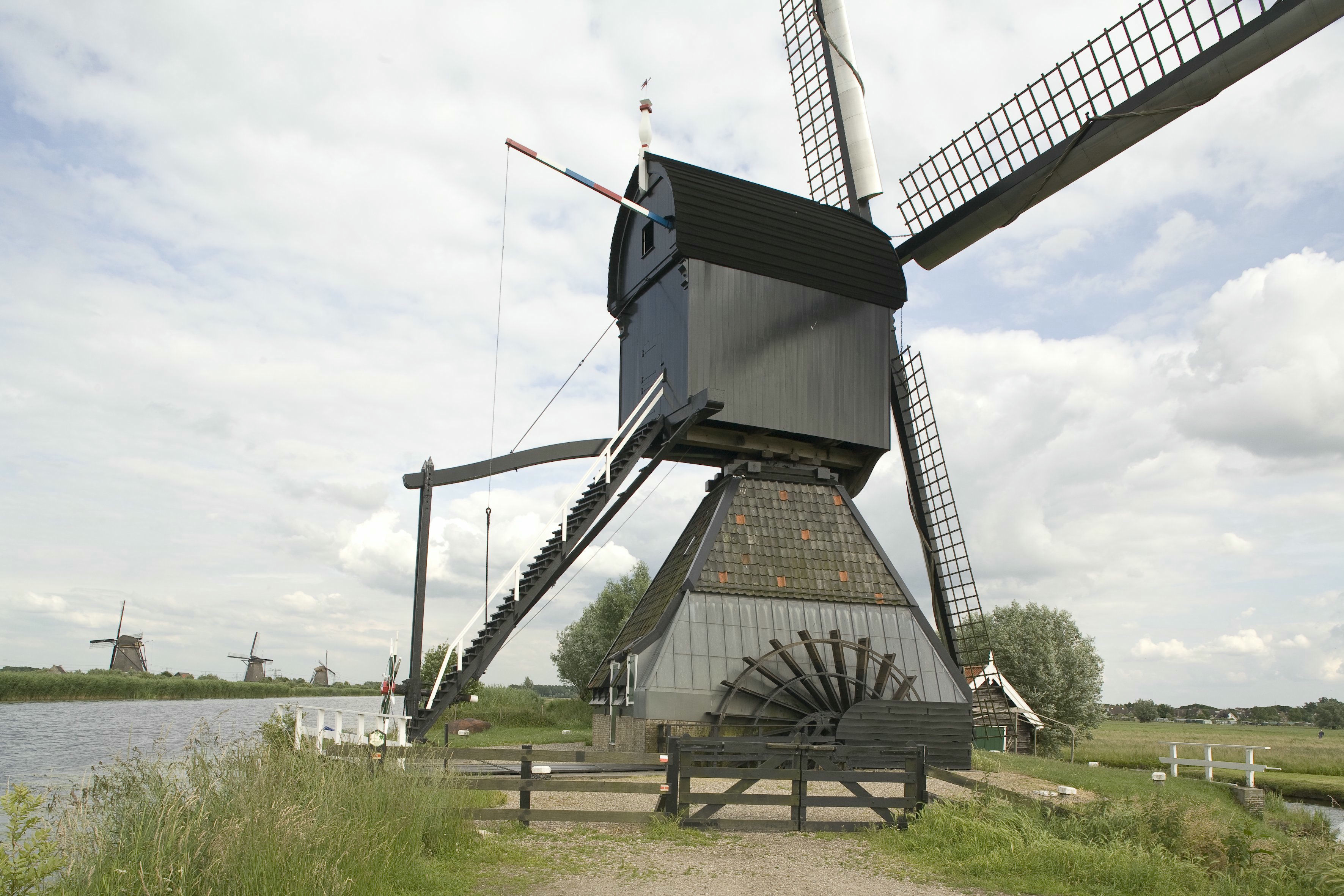
Vue d'ensemble.
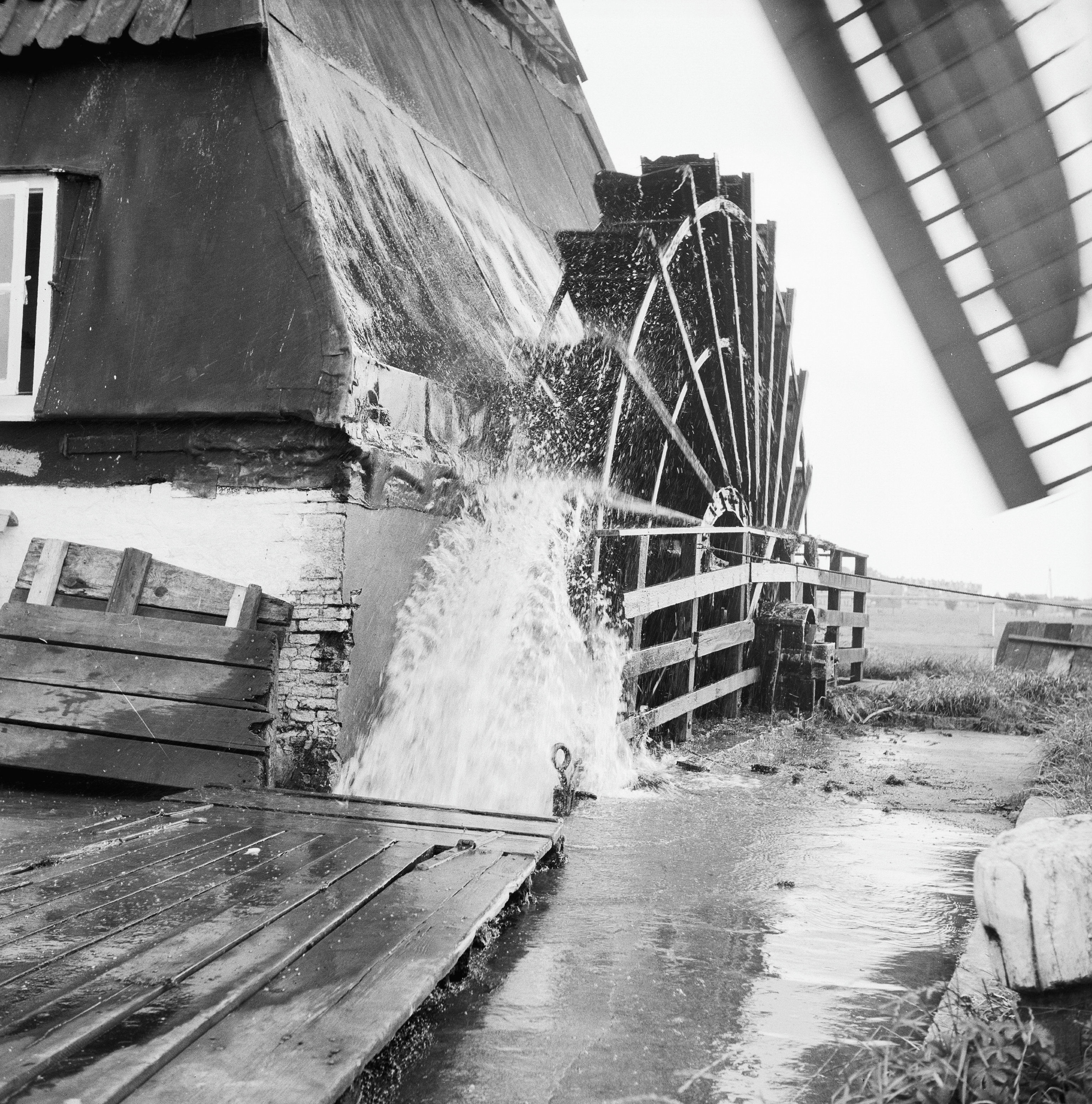
La roue à aubes du moulin (1961).
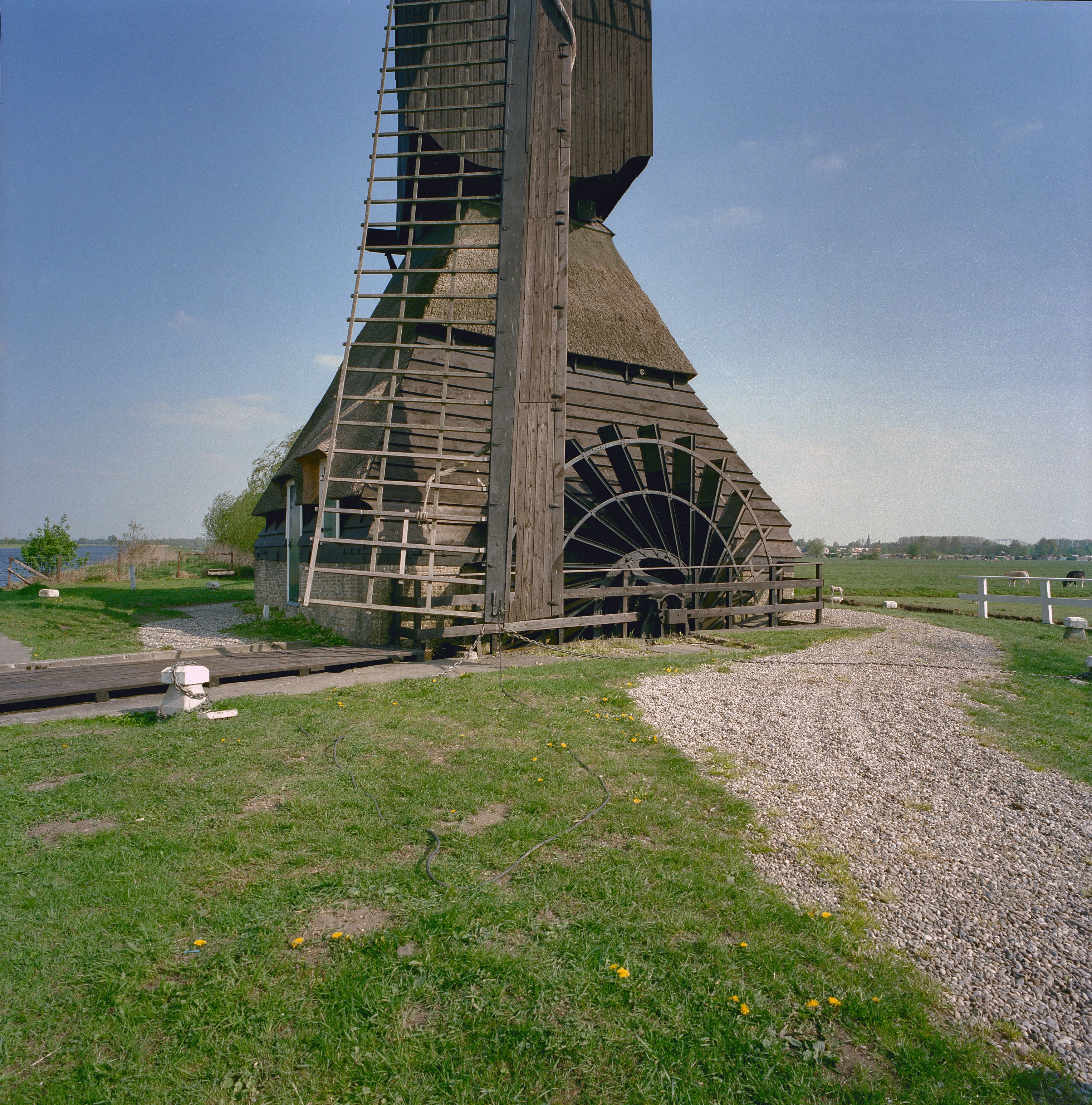
Partie inférieure du moulin.
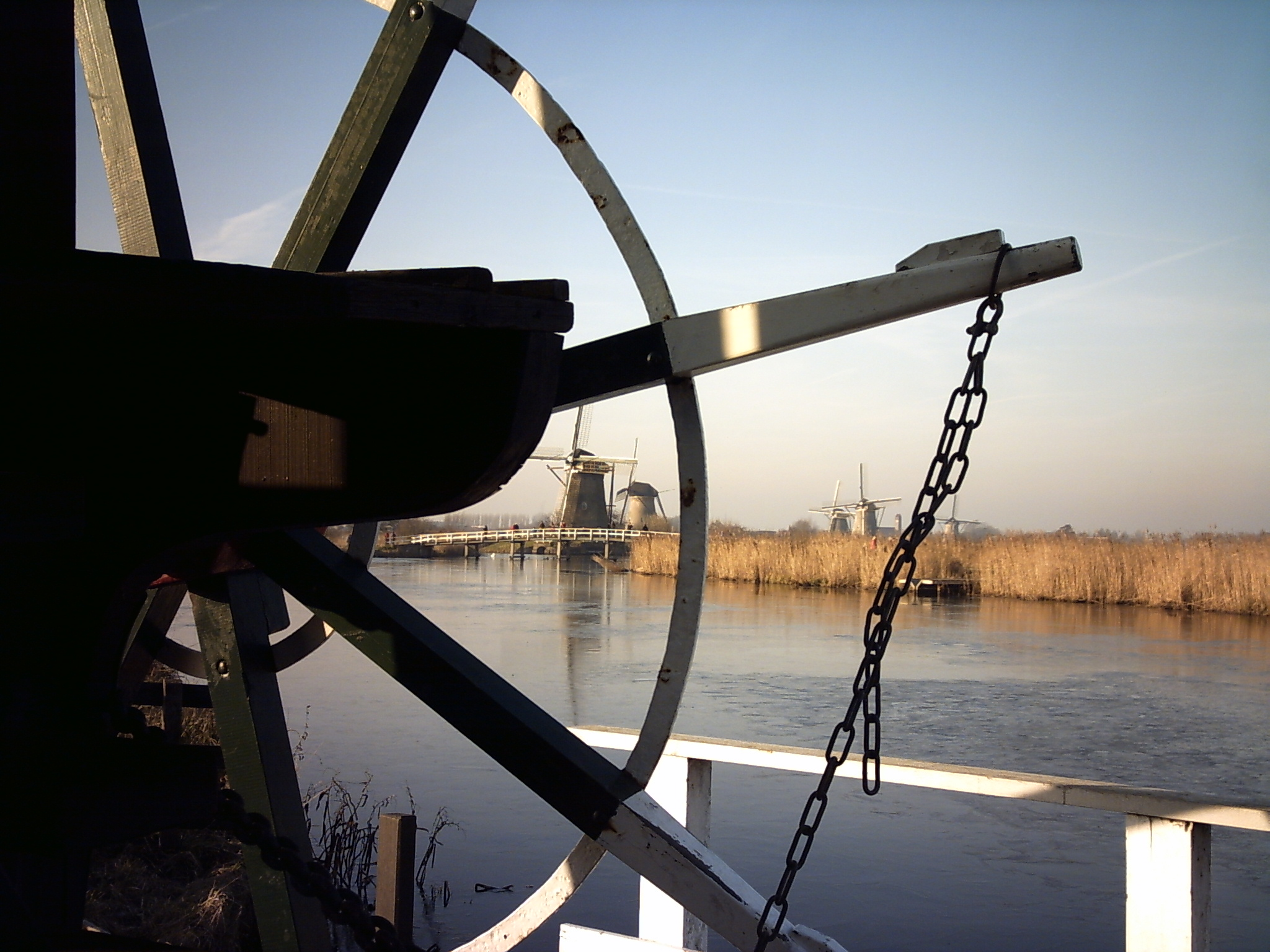
Détails du moulin.
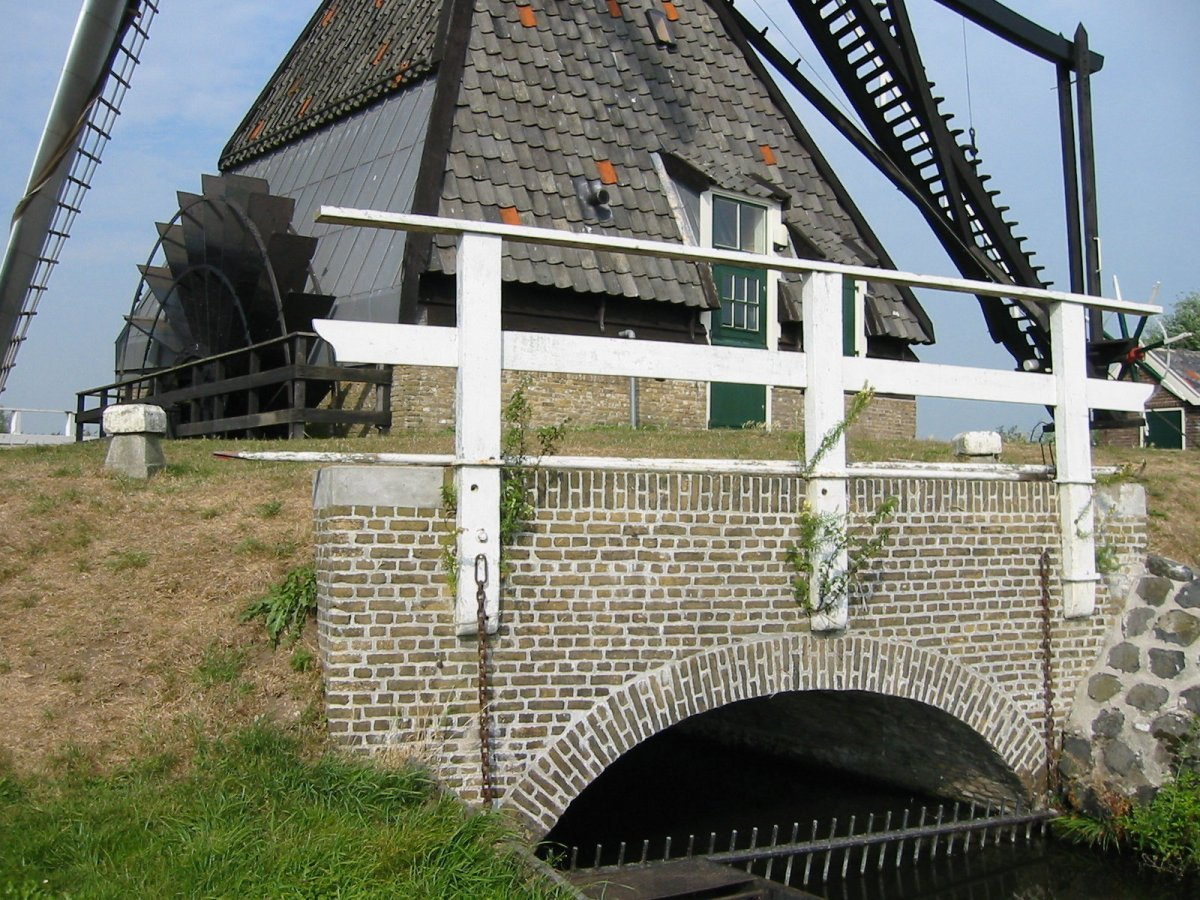
Le moulin au-dessus d'une voie d'eau.
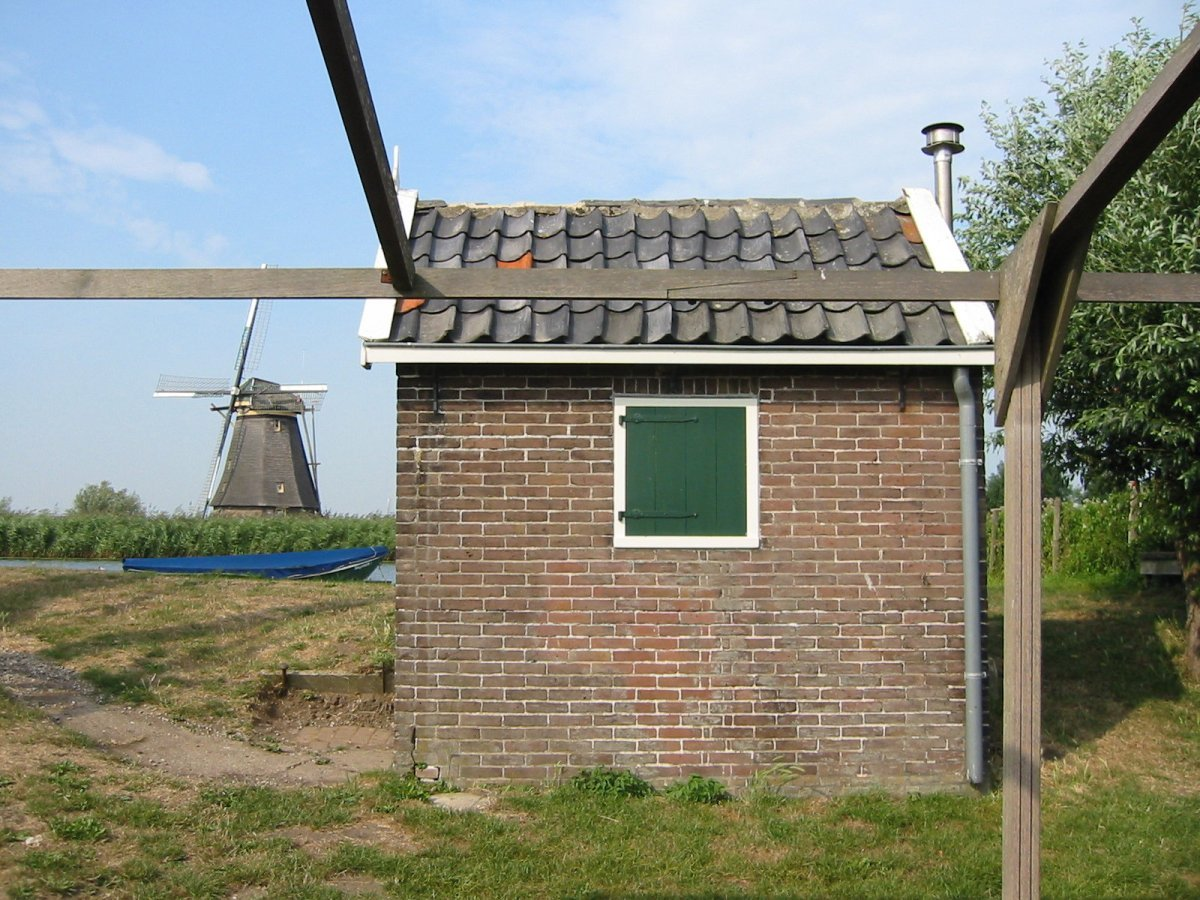
Bâtiment attenant au moulin.

## Pour approfondir